# Mészáros György (kanonok)
Mészáros György (Tass (Szabolcs megye), 1755. április 13. – Eger, 1817. június 2.) egri apát-kanonok.

## Élete
Kisebb iskoláit Pesten, a többit Egerben végezte, ahol 1774-ben az egyházi pályára lépett és 1780. március 25-én miséspappá szenteltetett fel. Azután főpásztora Nagykállóra rendelte segédlelkésznek. A képzett fiatal ember annyira megtetszett Almásy Mihály úrnak, hogy meghívta Garanyba (Zemplén megye) udvari papjának. A dúsgazdag magyar nemes előkelő körében négy évig működött; azután tanulmányi felügyelő lett az egri papnevelőben, két év múlva (1786) praefektus a pesti szemináriumban és 1790-ben az egri hittudományi intézetben az erkölcstan tanára, emellett 1804-ben az egyházjogot is magyarázta. 1805-ben a király kinevezte a szatmárnémeti káptalan tagjává, ahol mint tanár a szeminárium első rektora volt. 1809-ben egri kanonok és ugyanezen évben az egri líceum igazgatója és később kompolti apát lett. 1817-ben a főkáptalan kusztosává neveztetett ki. Mint egri kanonok halt meg

## Munkái
- Halotti dicséret, melyben nagym. és főt. Fuchs Xav. Ferencznek, egri első érseknek ... nagy érdemeit hirdette. Eger, 1807.
- Allocutio, qua Illmum ac Rev. D. Ladislaum e comitibus Eszterházy de Galantha, Episcopum Rosnaviensem did 26. Julii 1815. dum sedem eppalem die 26. Julii solemniter capesseret, salutavit. Uo. 1815.

Kéziratban több egyházi beszédet és keresztény erkölcsi tanulmányt hagyott hátra.